# Baby Ruby
Pour plus de détails, voir Fiche technique et Distribution.
Baby Ruby est un film américain réalisé par Bess Wohl et sorti en 2022.
Il est présenté au festival international du film de Toronto 2022 et sort en salles l'année suivante.

## Synopsis
Jo est une influenceuse lifestyle à succès, en couple avec Spencer. Ils accueillent alors leur premier enfant, Ruby. Après l'accouchement, Jo est victime de dépression post-partum et son monde prospère commence à s'effondrer. Elle commence à se comporter de manière agressive et douteuse, bien qu'elle reçoive le soutien de Shelly, une voisine qui prétend être mère même si elle refuse de montrer son bébé aux autres. Jo devient méfiante envers les intentions de Shelly et de tout le monde autour d'elle alors qu'elle essaie de protéger son bébé, qui est également considéré par Jo comme une personne hostile.

## Fiche technique
Sauf indication contraire, les informations mentionnées dans cette section peuvent être confirmées par la base de données cinématographiques IMDb,  présente dans la section « Liens externes ».
- Titre original : Baby Ruby
- Réalisation et scénario : Bess Wohl
- Musique : Erik Friedlander
- Décors : Dahlia Galler
- Costumes : Tilly Grimes
- Photographie : Juan Pablo Ramírez
- Montage : Jin Lee
- Production : Brett Beveridge, Lauren Beveridge, Jeffrey Penman et Alex Saks

Coproductrice : Mariela Villa
- Sociétés de production : Point Productions et Page Fifty-Four Pictures
- Société de distribution : Magnet Releasing (États-Unis)
- Budget : n/a
- Pays de production :  États-Unis
- Langue originale : anglais
- Format : couleur
- Genre : thriller, drame
- Durée : 93 minutes
- Dates de sortie[1] :
  - Canada : 9 septembre 2022 (festival de Toronto)
  - États-Unis : 3 février 2023

## Distribution
- Noémie Merlant (VF : elle-même) : Jo
- Kit Harington (VF : Benjamin Penamaria) : Spencer
- Meredith Hagner (en) (VF : Valérie Bescht) : Shelly
- Reed Birney (VF : Gérard Darier) : Dr Rosenbaum
- Jayne Atkinson (VF : Josiane Pinson) : Doris

Version française dirigée par Cyrille Artaux au studio Libra Films, d'après une adaptation des dialogues de Jennifer Dufrene.
 Source et légende : version française (VF) sur RS Doublage et carton du doublage français.

## Production
Le tournage a lieu notamment à New York.

## Sortie et accueil

### Dates de sortie
La première mondiale du film a lieu le 9 septembre 2022 au festival international du film de Toronto 2022. Peu après, Magnet Releasing acquiert les droits pour la distribution du film aux États-Unis, où il sortira le 3 février 2023.

### Critique
Sur l’agrégateur de critiques Rotten Tomatoes, le film obtient 89% d'avis favorables pour 9 critiques et une note moyenne de 7⁄10.